# قطعنامه ۱۲۹۲ شورای امنیت
قطعنامه ۱۲۹۲ شورای امنیت سازمان ملل متحد که در تاریخ ۲۹ فوریه ۲۰۰۰ تصویب شد، سندی بین‌المللی دربارهٔ بررسی وضعیت صحرای غربی است. این قطعنامه طی نشست ۴۱۰۶ام با ۱۵ رای موافق، ۰ مخالف و ۰ ممتنع تصویب شد.